# Shobha Moorthy
Shobha Moorthy (* 13. Oktober 1946) ist eine indische Badmintonspielerin. 

## Karriere
Shobha Moorthy gewann nach zwei Juniorentiteln 1965 ihre erste indische Meisterschaft bei den Erwachsenen, wobei sie im Mixed mit A. I. Sheikh am Start war. 1966 siegte sie erstmals im Damendoppel, 1971 erstmals im Dameneinzel. Für ihre Erfolge wurde sie mit dem Arjuna Award ausgezeichnet.

## Sportliche Erfolge
| Saison | Veranstaltung                              | Disziplin   | Platz | Name                                |
| ------ | ------------------------------------------ | ----------- | ----- | ----------------------------------- |
| 1960   | Indien: Einzelmeisterschaften der Junioren | Dameneinzel | 1     | Shobha Moorthy                      |
| 1961   | Indien: Einzelmeisterschaften der Junioren | Dameneinzel | 1     | Shobha Moorthy                      |
| 1965   | Indien: Einzelmeisterschaften              | Mixed       | 1     | A. I. Sheikh / Shobha Moorthy       |
| 1966   | Indien: Einzelmeisterschaften              | Damendoppel | 1     | Shobha Moorthy / Manda Kelkar       |
| 1969   | Indien: Einzelmeisterschaften              | Damendoppel | 1     | Shobha Moorthy / Morin Mathias      |
| 1970   | Indien: Einzelmeisterschaften              | Mixed       | 1     | Nandu M. Natekar / Shobha Moorthy   |
| 1970   | Indien: Einzelmeisterschaften              | Damendoppel | 1     | Shobha Moorthy / Morin Mathias      |
| 1971   | Indien: Einzelmeisterschaften              | Dameneinzel | 1     | Shobha Moorthy                      |
| 1971   | Indien: Einzelmeisterschaften              | Damendoppel | 1     | Shobha Moorthy / Morin Mathias      |
| 1972   | Indien: Einzelmeisterschaften              | Damendoppel | 1     | Shobha Moorthy / Morin Mathias      |
| 1973   | Indien: Einzelmeisterschaften              | Damendoppel | 1     | Morin Mathias / Vatsala Ramamoorthy |